# Ornö
Ornö es la isla más grande en la mitad sur del archipiélago de Estocolmo, situada justo al norte de la isla de Utö, en el país europeo de Suecia. Pertenece al municipio de Haninge. La isla es de aprox. 15 kilómetros de largo y de entre 3 y 4 km de ancho.
La conexión principal con el continente, es una línea de ferry, que es operada por Ornö Sjötrafik. Esta es una empresa propiedad de la comunidad. El transbordador va entre Dalarö en el continente y Hässelmara en el noroeste de Ornö.